# Jaroměřice nad Rokytnou (nádraží)
Jaroměřice nad Rokytnou jsou železniční stanice v km 146,5 trati Znojmo–Okříšky. Stanice se nachází v jaroměřické místní části Popovice. S městem je spojena silnicí č. III/36078; od centra to jsou necelé dva kilometry.
Stanice byla zbudována roku 1870. Zpočátku měla dvě dopravní koleje a jednu skladištní kolej na jižním zhlaví, která byla zakončena zarážedlem. Na obou zhlavích stávaly strážní domky sloužící i pro obsluhu výhybek. V roce 1947 byla provedena patrová přístavba výpravní budovy o prádelnu v přízemí a v prvním patře o balkón, verandu a spíže.
K prodloužení stanice a položení třetí dopravní koleje došlo roku 1901. Roku 1938 bylo uvedeno do provozu ústřední stavědlo St. 1; všechny výměny byly zapojeny do dálkového ovládání drátovody.
Za výpravní budovou vyrostla roku 1910 budova poštovního úřadu. Během druhé světové války byla do Jaroměřic z Vídně přesunuta železniční odborná škola. Své sídlo našla v jaroměřickém zámku. Poslední okupační vlak z jaroměřické stanice odjel 8. května 1945. První mírový osobní vlak z Jihlavy přijel o dva dny později.
Když na samém konci 19. století jaroměřická samospráva usilovala o realizaci železniční trati do Ivančic, předpokládalo se zbudování druhého jaroměřického nádraží blíže centra města – v Ráji nebo na Kobylím trhu.